# Aleksandar Karađorđević af Jugoslavien (født 1982)
Prins Aleksandar Karađorđević (født 15. januar 1982 i Fairfax, Virginia, USA) er en serbisk prins. Han er den tredjeældste søn af Alexander af Jugoslavien (født 1945), der tidligere har været jugoslavisk kronprins. Prins Aleksandar har en ældre tvillingebror. Prins Aleksandar er sønnesøn af Peter 2. af Jugoslavien (1923–1970), der var Jugoslaviens sidste konge i 1934–1945. 

## Forfædre
Prins Aleksandar er søn af Alexander af Jugoslavien samt sønnesøn af Alexandra af Grækenland og Danmark og Peter 2. af Jugoslavien. 
Prins Aleksandar er oldesøn af Alexander 1. af Jugoslavien, Marie af Jugoslavien og Alexander 1. af Grækenland. Han er tipoldesøn af Peter 1. af Jugoslavien, Ferdinand 1. af Rumænien, Ferdinand 1. af Rumænien, Konstantin 1. af Grækenland og Sophie af Preussen. 
Desuden er han tiptipoldesøn af  Leopold af Hohenzollern-Sigmaringen, Alfred af Sachsen-Coburg og Gotha, Maria Alexandrovna af Rusland, Georg 1. af Grækenland, Olga Konstantinovna af Rusland, Frederik 3. af Tyskland, Victoria af Storbritannien (1840-1901), Ludvig Karl af Orléans, hertug af Nemours, Pedro 2. af Brasilien, Ferdinand 2. af Begge Sicilier, Ferdinand Filip af Orléans, hertug af Chartres, Helene af Mecklenburg-Schwerin og Antoine, hertug af Montpensier.

## Weblinks
- Officiel webplads for den serbiske kongefamilie